# Perrine Simon-Nahum
Pour les articles homonymes, voir Nahum et Simon.
Perrine Simon-Nahum, née en 1960, est une historienne française.
Docteure en histoire, spécialiste de l'histoire du judaïsme, de philosophie de l'histoire et de théorie politique, elle contribue à de nombreuses revues.
Ella a lu des textes de Raymond Aron et de Hannah Arendt, elle enseigne à l'École normale supérieure.

## Biographie

### Famille
Perrine Simon-Nahum est la fille du docteur Pierre Simon.

### Parcours
Perrine Simon-Nahum est diplômée de l’Institut d'études politiques de Paris (1981, section Service Public ; 1983, DEA en histoire du XXe siècle).
Docteur en histoire de l'EHESS (1989), elle est directrice de recherches au CNRS (Centre de recherches historiques de l'EHESS, Centre d'approches historiques du monde contemporain) et membre associée au CRIA-EHESS.
Elle obtient l’habilitation à diriger des recherches en 2009, son garant est Patrick Cabanel.
Depuis 2018, elle est professeure attachée au département de philosophie de l'École normale supérieure, spécialiste de philosophie française contemporaine.
Elle est aussi directrice de collection aux éditions Odile Jacob.

## Publications
- (éd.) Choix de textes et annotation de Raymond Aron, Essais sur la condition juive contemporaine, Paris, éditions de Fallois, 1989  (ISBN 2-87706-021-7) ; rééd. 2007  (ISBN 978-2-84734-444-8)
- La Cité investie. La science du judaïsme français et la République, Paris, éditions du Cerf, coll. « Bibliothèque franco-allemande », 1992  (ISBN 2-204-04405-9)
- (dir.) Les Ombres de l'histoire : crime et châtiment au XIXe siècle, textes recueillis par Michelle Perrot, Paris, Flammarion, 2001  (ISBN 2-08-067914-7) ; rééd. 2003  (ISBN 2-08-080059-0)
- « La République des juifs » in Vincent Duclert et Christophe Prochasson, Dictionnaire critique de la République, Paris, Flammarion, 2002  (ISBN 2-08-068059-5)
- (dir.) avec Vincent Duclert et Christophe Prochasson, Il s'est passé quelque chose le 21 avril 2002, Paris, Éditions Denoël, coll. « Médiations », 2003  (ISBN 2-207-25473-9)
- (dir.) avec Vincent Duclert, L'Affaire Dreyfus : les événements fondateurs, Paris, Armand Colin, 2009
- André Malraux : l'engagement politique au XXe siècle, Paris, Armand Colin, 2010  (ISBN 978-2-200-24606-8)
- Les Juifs et la modernité : l'héritage du judaïsme et les sciences de l'homme en France au XIXe siècle, Paris, Albin Michel, 2018
- Les Déraisons modernes[1], Paris, éditions de l'Observatoire, 2021
- Sagesse du politique : Le devenir des démocraties, Paris, éditions de l'Observatoire/Humensis, coll. « Essais », 2023 (ISBN 979-10-329-2438-9)

## Décorations
- Chevalière de la Légion d'honneur le 11 juillet 2025[6].
- Chevalière de l'ordre national du Mérite